# Атлетико Хуниор
«Атлетико Хуниор» (также известен как «Хуниор Барранкилья», иногда название переделывают на североамериканский манер — «Барранкилья Хуниор») (исп. Corporación Deportiva Popular Junior) — колумбийский футбольный клуб из города Барранкилья. На данный момент выступает в Лиге Агила, сильнейшей футбольной лиге Колумбии.

## История
«Хуниор» — один из старейших клубов Колумбии, был основан в 1924 году. В 1929 году, после получения путёвки в Примеру, клуб стал называться «Хувентуд Хуниор», а после 1936 года — просто «Хуниор». Команда стала первым вице-чемпионом Колумбии после введения профессионализма в 1948 году (см. статью Эльдорадо (футбол)), но затем на несколько десятилетий ушла в тень — завоёвывать титулы не помогали даже такие громкие трансферы, как приглашение чемпиона мира 1950 года уругвайца Вильяма Мартинеса и двукратного чемпиона мира бразильца Гарринчи в 1967—1968 гг. Вплоть до 1977 года, когда «Хуниор» впервые стал чемпионом Колумбии, команда лишь ещё 1 раз сумела стать второй в чемпионате Колумбии 1970 года. Одним из лидеров первого чемпионского состава был аргентинец Хуан Рамон Верон — звезда «Эстудиантеса» 1960—1970-х годов и отец Хуана Себастьяна Верона.
После первого титула «Хуниор» постепенно выдвинулся в число лидеров клубного футбола страны. В середине 1990-х годов «Хуниор» был грозной силой в колумбийском и южноамериканском футболе — команда, ведомая Карлосом Вальдеррамой, выступавшим за клуб только в 1993—1995 годах, дважды выиграла первенство страны (в 1993 и 1995 гг.), а в 1994 году дошла до полуфинала Кубка Либертадорес, где уступила лишь в серии пенальти будущему победителю — «Велес Сарсфилду», в котором блистал вратарь Чилаверт.

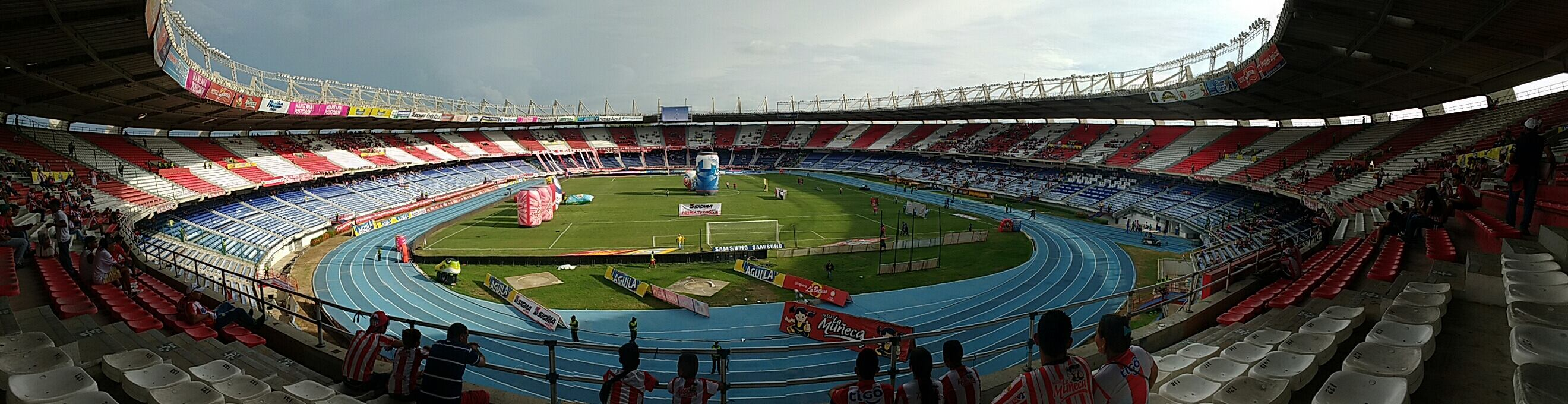
Стадион «Метрополитано Роберто Мелендес»

Начиная с середины 2000-х годов «Хуниор» ещё трижды выигрывал первенство Колумбии. Стадион команды, «Метрополитано Роберто Мелендес», является главным для национальной сборной Колумбии.

## Достижения
- Чемпионы Колумбии (9): 1977, 1980, 1993, 1995, 2004-II, 2010-I, 2011-II, 2018-II, 2019-I
- Вице-чемпион Колумбии (10): 1948, 1970, 1983, 2000, 2003-I, 2009-I, 2014-I, 2015-II, 2016-I, 2019-II
- Обладатель Кубка Колумбии (2): 2015, 2017
- Финалист Кубка Колумбии (1): 2016
- Финалист Южноамериканского кубка (1): 2018
- Участник полуфинала Кубка Либертадорес (1): 1994